# 戸部眞輔
戸部 眞輔（とべ しんすけ、1982年10月11日 - ）は、NHKのアナウンサー。

## 人物
東京都墨田区出身。早稲田大学第一文学部卒業後、2005年（平成17年）4月に入局。大相撲中継など、主にスポーツ番組で活躍。

## 嗜好・挿話
- 実家はそば屋を経営していた。そば屋は2022年9月24日に、86年の歴史に幕を下ろした[4]。
- 2020年（令和2年）9月に大分放送局へ異動[4]。

## 現在の担当番組
- 福岡県・九州沖縄のニュース
- はっけんラジオ（不定期）
- ニュース845福岡（不定期）
- ロクいち!福岡（大相撲コーナー）
- 各種スポーツ中継（大相撲中継・Jリーグ・高校野球・NBAなど）

## 過去の担当番組
大分放送局時代（1度目）（2005年度 - 2007年度）
- 大分県のニュース・中継・リポート
- おはよう大分（キャスター）
- オアシスTVおおいた（リポーター）
- スポーツ中継

福井放送局時代（2008年度 - 2013年7月）
- 福井県のニュース・中継・リポート
- おはよう福井（不定期）
- ニュースザウルスふくい （キャスター：2012年4月2日  - 2013年7月）勝呂恭佑と隔週交代
- 福井ニュース845（不定期）
- 2011年3月の東北地方太平洋沖地震（東日本大震災）では被災した宮城県から中継を担当した。

北九州放送局時代（2013年8月 - 2017年7月）
- ニュースブリッジ北九州（不定期、大相撲中継解説、キャスター代行など）[5]
- ニュース845北九州（不定期）
- きたきゅうたいむ（2017年4月 - 2017年7月）
- スポーツ中継
- 2016年4月の熊本地震では、初任地の大分放送局に応援で派遣され、災害報道を中心にローカルニュースを担当した。

福岡放送局時代（1度目）（2017年8月 - 2020年8月）
- 福岡県・九州沖縄のニュース
- はっけんラジオ（不定期）
- ニュース845福岡（不定期）
- ロクいち!福岡（大相撲コーナー）

大分放送局時代（2度目）（2020年9月 - 2024年度）
- いろどりOITA（キャスター：2021年4月5日 - 2022年4月1日）（ホルコムジャック和馬と隔週で担当）
- 大分県のニュース・中継・リポート
- 九州沖縄のニュース（15時台、2022年6月15日・応援派遣要員） - 福岡局より
- はっけんラジオ - 福岡局より
  - 「健康講座・貧乏ゆすりの効能」（2022年6月15日）
- ニュース845福岡（2022年6月15日・応援派遣要員）
- ラジオニュース（九州・沖縄）（ラジオ第1・FM）の泊まり勤務担当[注釈 1]（2022年6月16日 - 17日・応援派遣要員） - 福岡局より
- 台風6号関連特設ニュース（2023年8月8日・九州沖縄地方） - 大分放送局より大分県内の災害状況を伝えた[注釈 2]
- ぶんドキ - 宮崎大地のキャスター代行（2024年8月5日・6日）
- 令和6年能登半島地震の災害報道対応による金沢放送局への応援派遣
  - 正午のニュース（2024年2月9日） - 七尾市から中継リポート
  - かがのとイブニング、能登半島地震石川県のニュース・ライフライン情報（2024年2月9日） - 七尾市からリポート
  - 正午のニュース（2024年2月10日）- 輪島市から中継リポート
  - 能登半島地震石川県のニュース・ライフライン情報、全国のニュース（緊急報道）（2024年2月11日） - 七尾市から中継リポート
  - 能登半島地震石川県のニュース・ライフライン情報（11時台、2024年2月12日） - ニュースリーダー（ライフライン情報のみ）

福岡放送局時代（2度目）（2025年度 - ）